# Marlene (chanteuse)
Pour les articles homonymes, voir Marlene.
Marlene, de son vrai nom Victória Bonaiutti De Martino, née à São Paulo le 22 novembre 1922, et morte le 13 juin 2014, est une chanteuse et une actrice brésilienne, qui a connu une grande popularité à la radio et au cinéma depuis le début de sa carrière en 1940. Elle a connu le succès hors du Brésil, en se produisant notamment à l'hôtel Waldorf-Astoria / Residence Tower de Chicago et, en 1958, au théâtre de l'Olympia à Paris, à l'invitation d'Édith Piaf. 